# Lorenzo Delgado
José Lorenzo Muñoz Delgado (* 10. August 1916 in Zinapécuaro de Figueroa; † unbekannt) war ein mexikanischer Boxer.

## Werdegang
Lorenzo Delgado trainierte unter Francisco Cabañas in Mexiko-Stadt und nahm an den Olympischen Sommerspielen 1936 in Berlin teil. Im Leichtgewichtsturnier schied er in der ersten Runde gegen den Japaner Hidekichi Nagamatsu aus.
Sein Profidebüt gab er am 20. März 1937 in der Arena Jalisco in Guadalajara. Der Kampf gegen seinen Landsmann Frankie Zavalza endete unentschieden. Wenig später konnte er gegen Isidro Muñoz seinen einzigen Profikampf gewinnen, ehe im September seine erste Niederlage folgte. Auch 1939 und 1946 konnte er seine beiden letzten Profikämpfe nicht gewinnen.